# Cnoc Ullinish
Cnoc Ullinish (auch Knock Ullinish oder Ullinish Lodge genannt) ist der Rest eines nicht ausgegrabenen jungsteinzeitlichen Kammergrabes (englisch Chambered Cairn).

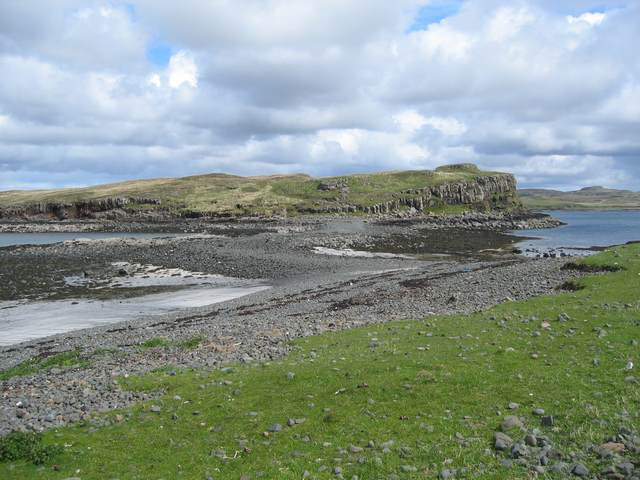
Blick auf Ullinish Point

Er liegt etwa 200 Meter nordwestlich der Ullinish Lodge westlich von Struan bei Portree neben der Straße, oberhalb von Loch Bracadale auf der Isle of Skye in Argyll and Bute in Schottland. Er besteht aus einem Kreis aus Felsblöcken mit einem Durchmesser von etwa 22,8 m. In der Nähe des Zentrums befinden sich acht Blöcke, die die Reste einer ovalen Kammer von 5,1 × 2,7 m bilden.
In der Nähe liegen die Einhegung Ullinish Point, das Souterrain Knock Ullinish und der überwachsene Chambered Cairn von Struanmore.